# Amanita fuliginea
Amanita fuliginea là một loài nấm thuộc chi Amanita trong họ Amanitaceae. Loài này được nhà nghiên cứu người Nhật Bản, Tsuguo Hongo miêu tả khoa học lần đầu tiên năm 1953. Nấm fuliginea được biết đến rộng rãi ở Trung Quốc khi nó đã từng gây ra một vài trường hợp ngộ độc tại đây.